# Diego Navarro y Jáuregui
Diego Navarro y Jáuregui (Sevilla, 28.II.1682 – ?, 1738), militar i intendent espanyol que va ser primer corregidor borbònic de l'Ajuntament de Palma.

## Biografia
Fill de Manuel Navarro (Valladolid, 1658) i de María de Jáuregui y Andrés (Sevilla, 1661), començà la carrera militar i arribà a tinent coronell d'infanteria, grau que ocupava quan ingressà a l'Ordre de Santiago (27 de juliol de 1709). Després fou jutge factor de l'estanc del tabac i contraban de compte de la Reial Audiència, a Canàries, En aquest càrrec destacà tant pels abusos que va cometre que fou expulsat de les illes en arribar l'intendent Ceballos (1 de juliol de 1718).

## Intendent borbònic del Regne de Mallorca
Devia tenir molta influència en el Ministeri, ja que se'l va nomenar tot d'una intendent de l'exèrcit i del Regne de Mallorca, el 18 d'agost de 1718, prenent possessió el 22 d'octubre. També va ser corregidor de l'ajuntament de Palma. Allà la seva actuació va merèixer un sever judici del marquès de Campoflorido, secretari d'Estat d'Hisenda, el 1723: “La intendencia de Mallorca la sirve D. Diego Navarro, con quien han ocurrido diversos cuentos en aquel reino y en Canarias de donde fue arrojado por su genio belicoso y poca madurez. Ignora las dependencias de su encargo por no ser de su profesión y le considero incapaz de continuar, conocida su insuficencia”. Es va enfrontar tot d'una amb l'Audiència i amb el seu regent Andrés Tomás López de Bruna. Sobretot col·lisionà amb el Capità General José Antonio Chaves Osorio, amb un moment àlgid el 1725. La conflictivitat que va generar aquest militar borbònic espanyol el converteix en un personatge controvertit. No obstant això, es va mantenir en aquest lloc fins al setembre de 1727. És possible que el 1730 fos corregidor de Lleó, però un problema d'homonímia planteja dubtes. No se sap si va estar casat.